# Разом (Угорщина)
«Разом» (угор. Együtt), офіційно «Разом — Партія за нову еру» (угор. Együtt - A Korszakváltók Pártja), раніше  «Разом 2014» (угор. Együtt 2014) — угорська соціал-ліберальна політична партія, утворена Гордоном Байнаї, колишнім прем'єр-міністром Угорщини, 26 жовтня 2012. Раніше «Разом» була коаліцією лівих і ліберальних рухів, ставши партією де-юре 8 березня 2013. Головою партії є Віктор Сігетвар. На парламентських виборах в 2014 році партія зайняла 3 місця (зараз — 2) в Національних Зборах в коаліції з партією «Діалог для Угорщини» (відколом від партії " політика може бути іншою "), але не пройшла до Європейського парламенту.

## Члени
Спочатку коаліція номінально складалася з трьох громадських організацій:
- Асоціація за патріотизм і прогрес (лідер — Гордон Байнаї). Заснована після виборів 2010 року як Фонд патріотизму, прогресу і публічної політики. Готувала кілька професійних програм та пропозицій для уряду . Перетворена в асоціацію в жовтні 2012 року .
- Мільйон за свободу преси або Мілла (лідер — Петер Юхас[en]). Рух засновано як група в соціальній мережі Facebook в знак протесту проти прийнятого кабінетом Віктора Орбана закону про ЗМІ 21 грудня 2010. Розформовано в квітні 2014 року після року бездіяльності .
- Угорське рух солідарності[en] (лідер — Петер Конья[en]). Соціальний і профспілковий рух лівого толку, створений 4 жовтня 2011 за зразком польської профспілки «Солідарність». Покинув партію в лютому 2015 року в знак протесту проти внутрішньої політики керівництва .

## Історія
23 жовтня 2012 року Гордон Байнаї оголосив про своє повернення в політику після акції протесту руху «Мільйон за свободу преси» («Мілла»), закликавши на акції зібрати коаліцію проти Віктора Орбана, зібрати більшість в Парламенті і перемогти на виборах партію Фідес. Байнай вигукував неодноразово на мітингу: «По одинці ми програємо, але разом ми переможемо!», виступивши за «об'єднання повних надій лівих, які розчарувалися правих, які не беруть участі в політиці вільнодумних і вірних» зелених "" в новий рух «Разом 2014», назване так напередодні майбутніх виборів . У грудні він заявив, що братиме участь у виборах депутатів як кандидат .
Спочатку «Разом 2014» планувалося зробити коаліцією лівоцентристських партій на зразок коаліції « Оливкове дерево» в Італії, що зібралася проти правої коаліції Сільвіо Берлусконі в 1995 році. Але в листопаді 2012 і січні 2013 року від вступу відмовилася партія «Політика може бути іншою», і коаліцію очолила Угорська соціалістична партія з Аттілою Мештерхазі. 8 березня 2013 рух стало партією, оскільки тільки партії могли брати участь у виборах. Були обрані три розділи від кожного малого руху: Віктор Сігетвар, Петер Конья і Петер Юхас, а партія була зареєстрована під ім'ям «Разом — партія за нову еру», оскільки кілька інших організацій взяли ім'я «Разом 2014» .
14 січня 2014 п'ять опозиційних партій створили коаліцію під назвою « Єдність». Всупереч своїм раннім планам, Байнаї не збирався балотуватися в прем'єр-міністри, оскільки на цю посаду вже кандидатом став Мештерхазі . «Єдність» зазнало поразки на виборах: всього три місця для «Разом» виявилося вкрай недостатньо, щоб утворити парламентську фракцію. Разом коаліція набрала всього 7,25 % на виборах в Європарламент, і від партії «Діалог для Угорщини» депутатом Європарламенту став Бенедек Явір . Після відходу Байнаї у вересні 2014 року єдиним лідером партії став Віктор Сігетвар, що зайняв остаточно цю посаду в лютому 2015 року, обійшовши свого конкурента Левенте Папа .

## Альянс
8 березня 2013 «Діалог для Угорщини» створив виборну коаліцію з партією «Разом». Співголови цієї зеленої партії Бенедек Явір і Тімеа Сабо, увійшли до ради партії «Разом» . Спільний список кандидатів був зареєстрований перед виборами як до Національних Зборів, так і в Європарламент. Альянс розпався 9 листопада 2014 .